# Eugenia verticillata
Eugenia verticillata är en myrtenväxtart som först beskrevs av Vell., och fick sitt nu gällande namn av Angely. Eugenia verticillata ingår i släktet Eugenia och familjen myrtenväxter. Inga underarter finns listade i Catalogue of Life.